# ノラの戦い (紀元前216年)
第一次ノラの戦いは、第二次ポエニ戦争において紀元前216年にハンニバル・バルカ率いるカルタゴ軍とマルクス・クラウディウス・マルケルス率いるローマ軍との間で戦われた戦闘である。

## 経過
紀元前216年、マルケルスはノラの救援に赴き、バンディウスという当地の名士を味方につけたが、ノラにはいまだハンニバルに味方する者も多くいた。彼らはローマ軍がハンニバルと交戦するために町から出撃すると、後に残された荷物を盗むつもりであった。そこでマルケルスは軍を場内に置き、輜重部隊を城門の傍らに配置し、ノラの住民には城門に近づかないよう布告し、荷物を盗まれないようにした。
ハンニバルがやってくると、マルケルスは自分が陣取っていた城門を開けると騎兵を率いて出撃し、続いて別の城門からも歩兵部隊を出撃させた。それに対し、ハンニバルは部隊の一部を割いてそれに当たらせた。さらに第3の門より3つ目の部隊が出てきたため、不意を突かれたカルタゴ軍は混乱に陥り、退却した。プルタルコスによれば、この戦いでカルタゴ軍は5000人を失ったのに対し、ローマ軍の戦死者は500人未満であった。しかしプルタルコスによれば、リウィウスはハンニバルの敗北はそれほどのものではなかったとしている。それでもハンニバル相手にも勝ちうることを示して、カンナエで消沈したローマ人を勇気づけた意義は小さくない。
その後、ハンニバルは紀元前215年、214年の2度にわたりノラを攻めたが、ついに落とせなかった。

## 註
1. ↑  プルタルコス, 「マルケルス」, 11
2. ↑  ibid, 11